# ایرینا پولیاکووا
ایرینا پولیاکووا (انگلیسی: Irina Polyakova؛ زادهٔ ۹ مارس ۱۹۶۱) ورزشکار اسکی اهل روسیه است.
وی همچنین برندهٔ جوایزی همچون ۱۰۰ زن بی‌بی‌سی شده‌است.
وی در مسابقات کشوری و بین‌المللی در مجموع برندهٔ ۱ مدال طلا، ۱ مدال نقره شده‌است.